# Нуньес (Буэнос-Айрес)
Нуньес (исп. Núñez) — северный район города Буэнос-Айрес, столицы Аргентины. 

## Расположение
Нуньес — один из самых северных районов Буэнос-Айреса, расположенный у берегов Ла-Платы. К юго-востоку от Нуньеса расположен район Бельграно, к западу — Сааведра и Кольян, а к северу — город Висенте-Лопес.

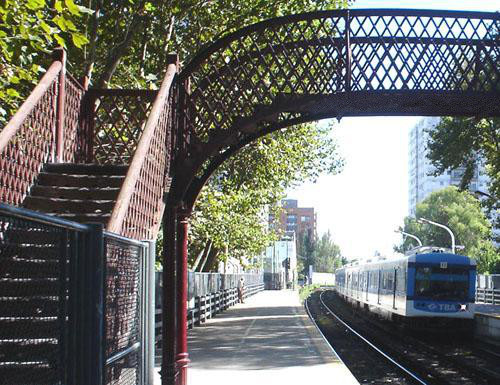
Железнодорожная станция Нуньес.

Площадь района составляет около 3,9 км², а население — 50 000 человек. Его границами служат Авенида Кабильдо, Авенида Конгресо, улицы Крисолого Ларральде, Сапиола, Удаондо и Кантило, а также Авенида Хенераль Пас.

## История
Район вместе с соседней Сааведрой был основан Флоренсио Эметерио Нуньесом, оба они являлись пригородами Буэнос-Айреса в то время. В воскресенье, 17 апреля 1873 года, открылась местная станция местной линии Митре, на которую прибыли около 2 000 человек для присутствия на банкете и выступлениях ряда ораторов. После этого земля была разделена, и началось строительство. Нуньес пожертвовал свою землю для железнодорожной станции, поэтому она и район в её окрестностях получили его имя.

## Описание
Район Нуньес застроен многоквартирными домами и коммерческими зданиями, особенно вдоль Авениды Кабильдо и Авениды дель Либертадор. Жилые улицы, как правило, обустроенные и престижные, с зелёными виллами, как и большая часть остального севера города. В Нуньесе есть две площади: площадь Балькарсе и площадь Феликса Лима. Между Авенидой дель Либертадор и берегом расположены большие площади открытого пространства, включая спортивные клубы, обширный спортивный центр и зоны отдыха.
В одной из новейших зелёных зон района, Детском парке (исп. Parque de los Niños), созданном в 1999 году, в начале 2009 года мэром Буэнос-Айреса Маурисио Макри был открыт городской пляж. На нём к воде доступа нет, но имеется песчаная площадка и пляжные зонтики. Это был первый из нескольких подобных новых парков в городе.

## Достопримечательности
- Школа механиков ВМС Аргентины, ставшая местом многих преступлений во время Грязной войны
- Университетский город (исп. Ciudad Universitaria), кампус Университета Буэнос-Айреса, в котором расположены Факультет точных и естественных наук (исп. Facultad de Ciencias Exactas y Naturales).

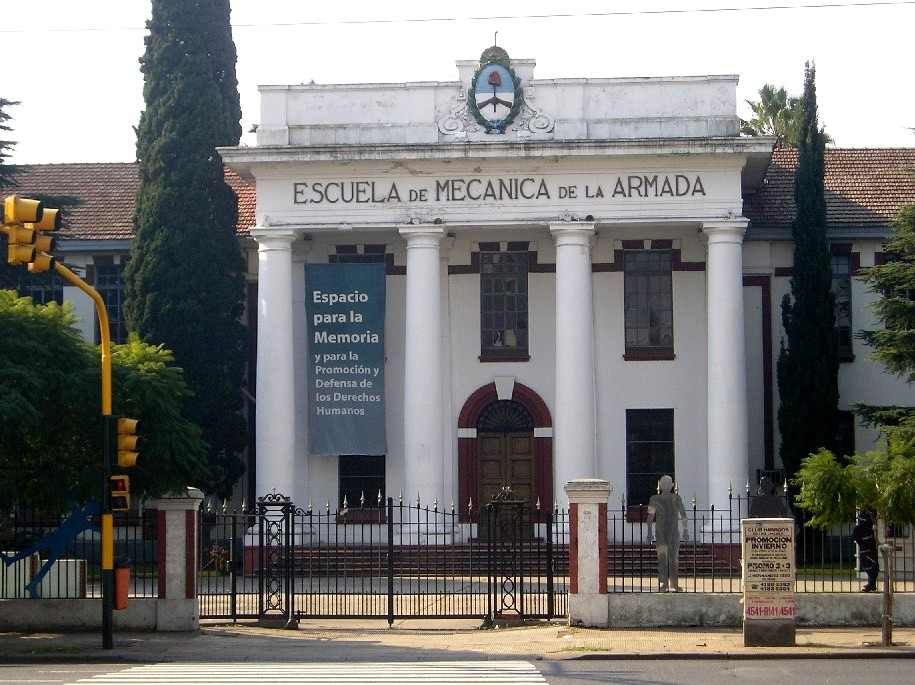
Бывшая Школа механиков ВМС Аргентины, ныне Музей памяти
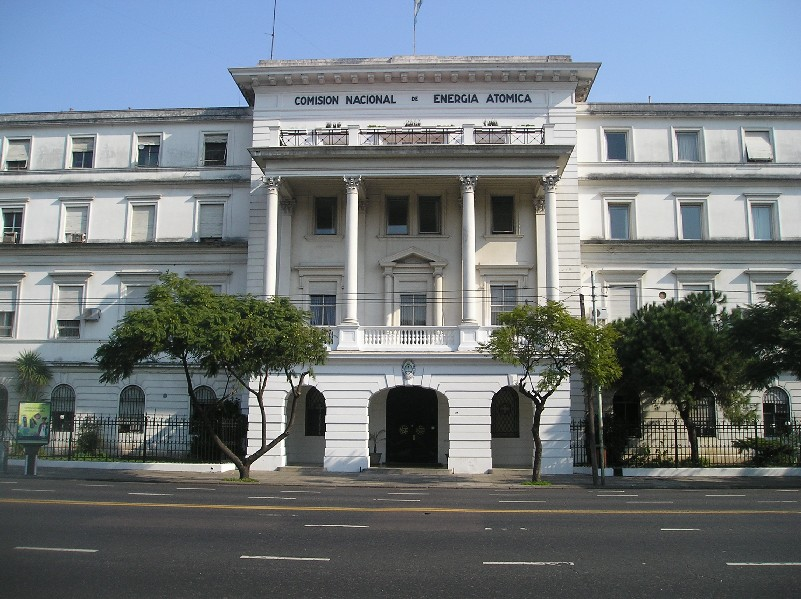
The Национальная комиссия по атомной энергетике
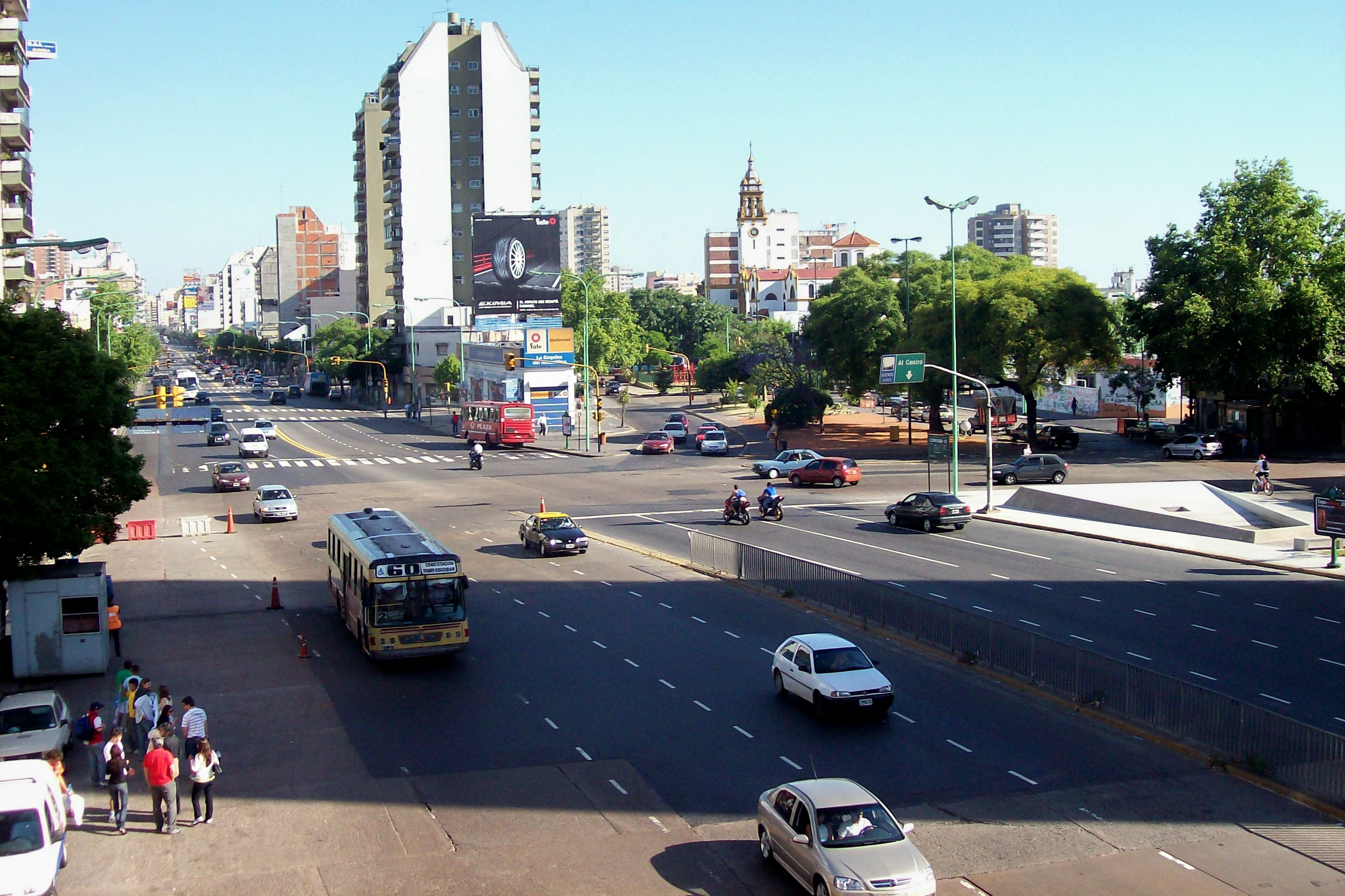
Авенида Кабильдо
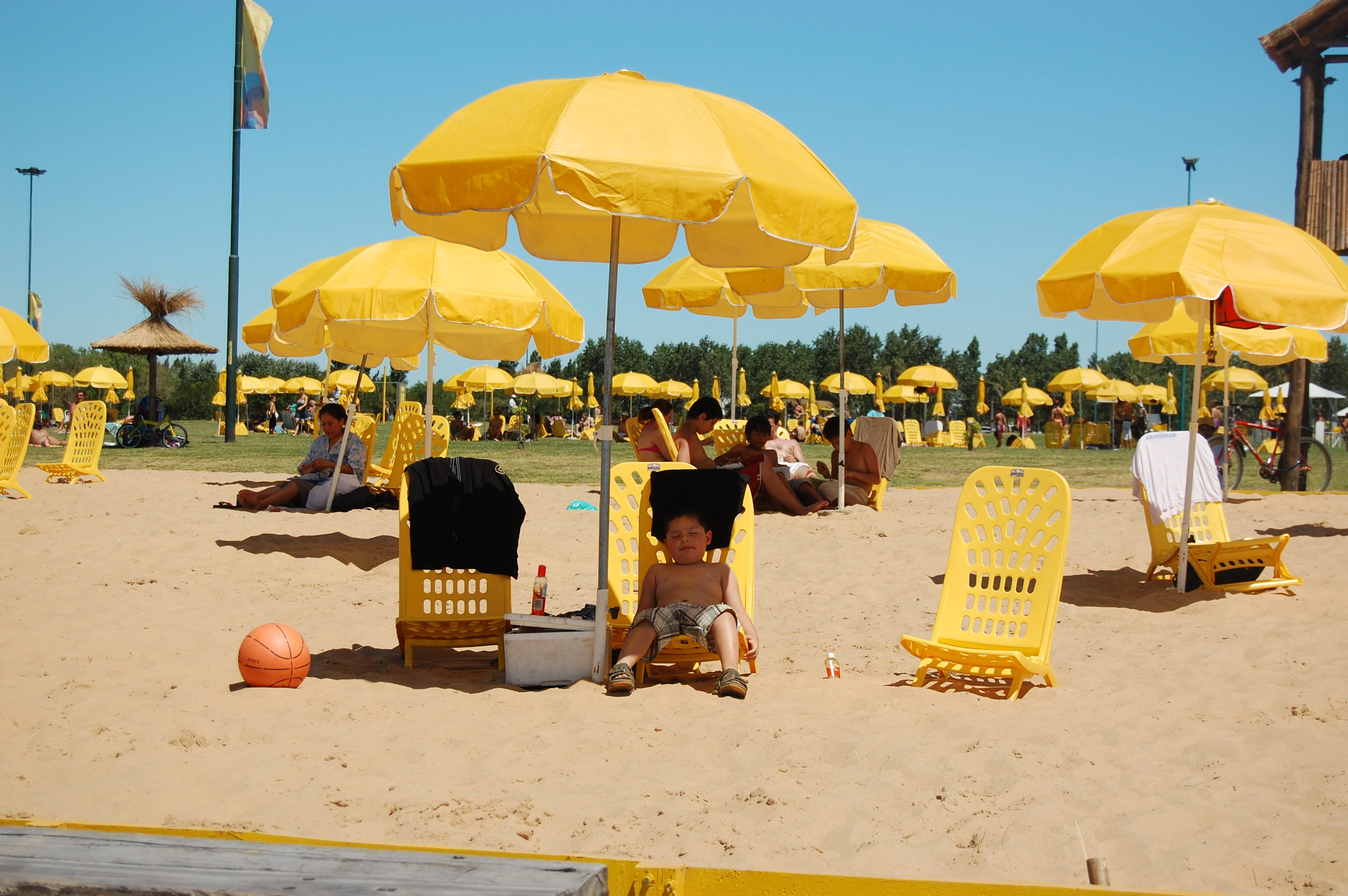
Детский парк